# Op de Kriezel
Op de Kriezel is een straatnaam en kasseistrook in de Belgische provincie Limburg nabij Horpmaal.  Deze weg werd in de periode rond 1930 aangelegd met kleine kasseien die aangevoerd werden met paard en kar vanaf het station in Oreye, zo konden bieten naar de suikerfabriek in Oreye gebracht worden.
De strook loopt licht bergop.
De strook zit in diverse wielerkoersen. Ze wordt onder andere opgenomen in de wielerkoers Ronde van Limburg. Ook zat de strook in de Europese kampioenschappen wielrennen 2024.